# Bali (peuple du Cameroun)
Pour les articles homonymes, voir Bali (homonymie).
Ne doit pas être confondu avec Bali (peuple de la République démocratique du Congo).
Les Bali sont un peuple d'Afrique centrale établi au Cameroun, principalement dans la Région du Nord-Ouest. C'est l'une des populations du Grassland, mais contrairement à leurs voisins, ils ne sont pas d'ascendance tikar. Quelques communautés vivent également au Nigeria.

## Ethnonymie
Selon les sources et le contexte, on observe plusieurs variantes : Balis, Ban'i, Bani, Banyonga, Li, Ngaaka, Nyonga.

## Histoire
Leur souverain porte le titre de fon.
Pendant la période coloniale, les Bali ont entretenu des liens politiques et militaires étroits avec les Allemands, c'est pourquoi ils ont davantage préservé leur territoire que d'autres groupes du Cameroun.

## Langue

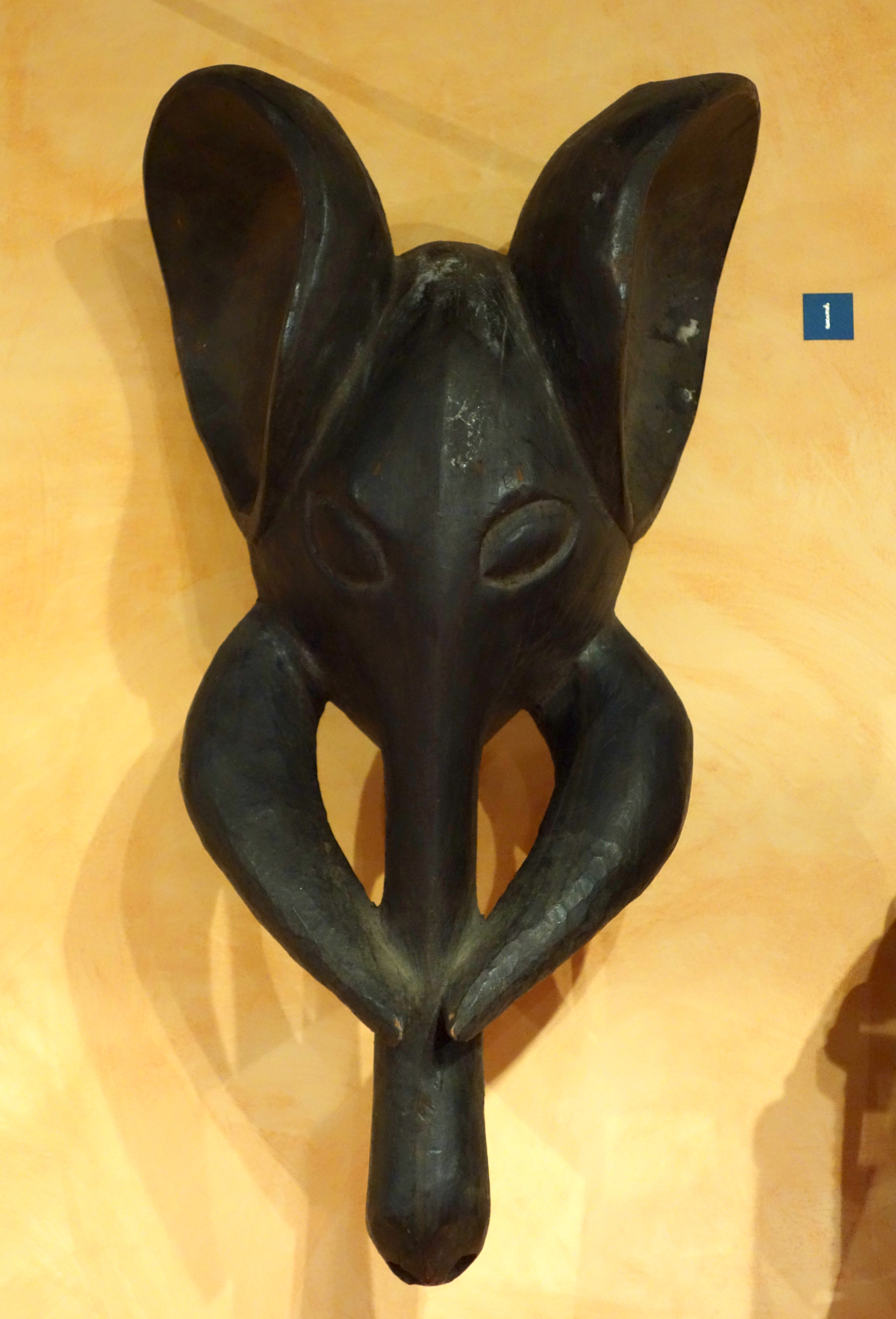
Masque bali

Ils parlent le mungaka, une langue bantoïde  autrefois appelée « bali ».